# 帕拉迪纳斯德圣胡安
帕拉迪纳斯德圣胡安，是西班牙卡斯蒂利亚-莱昂萨拉曼卡省的一个市镇。 总面积36平方公里，总人口632人（2001年），人口密度18人/平方公里。